# Chevrolet Tru 140S
O Chevrolet Tru 140S é um coupé e o novo conceito compacto da GM. Foi apresentado no salão em Detroit junto ao Chevrolet Code 130R.